# Verninge
Verninge is een plaats in de Deense regio Zuid-Denemarken, gemeente Assens. De plaats telt 790 inwoners (2020).